# Kendra Wilkinson
Kendra Leigh Wilkinson (San Diego, 12 giugno 1985) è una modella e personaggio televisivo statunitense.

## Biografia
Diventata famosa, a soli 18 anni, tra il grande pubblico negli Stati Uniti grazie al programma simil-reality dell'emittente E! The Girls Next Door, di cui è una delle tre protagoniste (giunto nel 2008 alla quarta stagione e distribuito anche in DVD), è cresciuta solo con la madre dall'età di 4 anni, dopo che il padre ha lasciato la famiglia. È sempre stata appassionata di sport e ha giocato nella squadra di softball della sua scuola per sei anni. Si è diplomata nel 2003 alla Clairemont High School. Nel 2004 Kendra ha conosciuto Hugh Hefner, fondatore della rivista per adulti Playboy, alla festa del suo settantottesimo compleanno e poco dopo è diventata una delle sue fidanzate, lasciando la sua casa di San Diego per trasferirsi alla Playboy Mansion, dove ha vissuto fino al 2008 quando le tre girls next door hanno lasciato Hefner.
Dal luglio 2005 è una delle protagoniste di The Girls Next Door, un programma simil-reality incentrato sulla vita di Hefner e delle sue tre "fidanzate" (oltre a Kendra Wilkinson vi sono l'attrice Bridget Marquardt e la modella Holly Madison) alla Playboy Mansion e agli eventi organizzati dalla rivista. In questa veste è comparsa diverse volte con le due colleghe sulle pagine di Playboy.
Dal dicembre 2005 collabora come articolista/blogger con il sito web dei Philadelphia Eagles (una squadra di football americano della NFL con sede a Filadelfia).
Nel 2006 ha partecipato al video di Smack That dei rapper Akon e Eminem.
Nel 2007 era stata scelta per giocare nelle Chicago Bliss nel campionato del 2007 della Lingerie Football League. Il torneo di quell'anno è stato però cancellato. Sempre nello stesso anno Kendra ha partecipato alla prima edizione del reality show di MTV Celebrity Rap Superstar, in cui otto personaggi famosi venivano istruiti per divenire dei rapper, arrivando in finale ma perdendo contro l'attrice Shar Jackson.
Nel 2007 è apparsa nel video musicale Rockstar dei Nickelback, insieme alle girls next door Holly Madison e Bridget Marquardt.
Sia da sola che con le altre due protagoniste di The Girls Next Door è apparsa in diversi film, telefilm e programmi, tra cui Scary Movie 4, Las Vegas, Entourage, General Hospital, The Howard Stern Show, The Tonight Show, The Tyra Banks Show, Robot Chicken, spesso interpretando se stessa.
Dal 2009 è la protagonista, insieme al marito Baskett, della serie tv Kendra trasmessa in Italia da E! Entertainment, un programma simil-reality incentrato sulla vita quotidiana della coppia e sulla preparazione del matrimonio.
Nel 2008, insieme a Bridget Marquardt e Holly Madison, è arrivata in quarta posizione nel sondaggio online del sito di Playboy sulle Sexiest Celebrities.

### Vita privata
Il 27 giugno 2009 Kendra ha sposato il giocatore di football americano Hank Baskett III, acquisendone il cognome. Il matrimonio è stato celebrato nella Playboy Mansion, e fra le damigelle d'onore hanno figurato le altre due protagoniste della serie televisiva The Girls Next Door, Bridget Marquardt e Holly Madison. I due hanno avuto un figlio, Hank Baskett IV, nato l'11 dicembre 2009.
Il 31 ottobre 2013 Kendra annuncia la sua seconda gravidanza tramite una foto su Twitter. Il 16 maggio 2014 sempre via Twitter la Wilkinson annuncia la nascita della sua bambina che si chiama Alijah Mary Baskett.
Il 2 aprile 2018 conferma, tramite Instagram, il divorzio da Baskett dopo 9 anni; le pratiche sono state finalizzate nel febbraio 2019.
È una fan dei Chargers, squadra di football di San Diego, sua città natale.

## Filmografia
- Scary Movie 4, regia di David Zucker (2006)
- Las Vegas (2003-2008) – serie TV
- Entourage (2004–2011) – serie TV
- General Hospital – serie TV
- The Tonight Show
- The Tyra Banks Show
- Robot Chicken
- Scary Movie V, regia di Malcolm D. Lee (2013)